# European Open 2019
L'European Open 2019 è stato un torneo di tennis giocato sui campi in cemento indoor nella categoria ATP Tour 250 nell'ambito dell'ATP Tour 2019. È stata la quarta edizione del torneo. Gli incontri si sono disputati alla Lotto Arena di Anversa, in Belgio, dal 14 al 20 ottobre 2019.

## Partecipanti

### Teste di serie
| Nazionalita | Giocatore          | Ranking* | Testa di serie |
| ----------- | ------------------ | -------- | -------------- |
| Francia     | Gaël Monfils       | 11       | 1              |
| Belgio      | David Goffin       | 14       | 2              |
| Argentina   | Diego Schwartzman  | 16       | 3              |
| Svizzera    | Stan Wawrinka      | 20       | 4              |
| Argentina   | Guido Pella        | 21       | 5              |
| Francia     | Jo-Wilfried Tsonga | 35       | 6              |
| Germania    | Jan-Lennard Struff | 38       | 7              |
| Uruguay     | Pablo Cuevas       | 48       | 8              |

* Ranking al 7 ottobre 2019.

### Altri partecipanti
I seguenti giocatori hanno ricevuto una wild card per il tabellone principale:
- Kimmer Coppejans
- Jannik Sinner
- Stan Wawrinka

I seguenti giocatori sono entrati nel tabellone principale con il ranking protetto:
- Steve Darcis
- Jozef Kovalík
- Andy Murray

I seguenti giocatori sono entrati nel tabellone principale passando dalle qualificazioni:

- Grégoire Barrère
- Marius Copil
- Yannick Maden
- Kamil Majchrzak

### Ritiri
Prima del torneo
- Benoît Paire → sostituito da  Hugo Dellien
- Albert Ramos Viñolas → sostituito da  Kwon Soon-woo
- Milos Raonic → sostituito da  Peter Gojowczyk

## Partecipanti al doppio

### Teste di serie
| Nazionalità | Giocatore      | Nazionalità | Giocatore     | Ranking1 | Testa di serie |
| ----------- | -------------- | ----------- | ------------- | -------- | -------------- |
| Germania    | Kevin Krawietz | Germania    | Andreas Mies  | 26       | 1              |
| Stati Uniti | Rajeev Ram     | Regno Unito | Joe Salisbury | 35       | 2              |
| Austria     | Oliver Marach  | Austria     | Jürgen Melzer | 53       | 3              |
| Belgio      | Sander Gillé   | Belgio      | Joran Vliegen | 83       | 4              |

* Ranking aggiornato al 7 ottobre 2019.

### Altri partecipanti
Le seguenti coppie hanno ricevuto una wild card per il tabellone principale:
- Ruben Bemelmans /  Kimmer Coppejans
- Arnaud Bovy /  Steve Darcis

## Campioni

### Singolare
Andy Murray ha sconfitto in finale  Stan Wawrinka con il punteggio di 3-6, 6-4, 6-4.
- È il quarantaseiesimo ed ultimo titolo in carriera per Murray, primo torneo vinto nella stagione 2019.

### Doppio
Kevin Krawietz /  Andreas Mies hanno sconfitto in finale  Rajeev Ram /  Joe Salisbury con il punteggio di 7-6(1), 6-3.